# Sosta Palmizi

Immagine della compagnia Sosta Palmizi

La compagnia Sosta Palmizi è una compagnia di danza contemporanea italiana nata a Venezia nel 1984.

## Storia della Compagnia Sosta Palmizi

### Origini della compagnia
Nel 1980 Carolyn Carlson viene invitata dall'allora direttore del Teatro La Fenice di Venezia Italo Gomez a creare e guidare, sul modello del GRTOP (Groupe de Recherches Théâtres de l'Opéra de Paris) di Parigi, un gruppo di giovani danzatori. Durante questi anni in collaborazione con il teatro veneziano e con il gruppo di danzatori da lei cresciuto mette in scena Undici Onde (1981), Underwood (1982), Chalk Work (1983) poi rinominato L'orso e la luna, e l'assolo creato per se stessa Blue Lady (1984), poi presentato in 40 paesi. Fu in questo contesto che si incontrarono i giovani danzatori Michele Abbondanza, Francesca Bertolli, Roberto Cocconi, Roberto Castello, Raffaella Giordano e Giorgio Rossi. Nel 1983 Carolyn Carlson lasciò Venezia per tornare a Parigi, ma da quell'esperienza nacquero relazioni e sviluppi importanti per il futuro teatro-danza italiano.

### 1984-1986: La nascita di Sosta Palmizi ed i lavori collettivi
In seguito all'esperienza con Carolyn Carlson, Michele Abbondanza, Francesca Bertolli, Roberto Cocconi, Roberto Castello decisero di preparare una propria coreografia che prenderà il titolo de Il cortile che inaugura una forma di teatro-danza nuova e collettiva. Ma fu solo con l'ingresso di Raffaella Giordano e Giorgio Rossi nel 1984 che il gruppo si diede il nome Sosta Palmizi, riprendendolo da un programma del computer Commodore 64 che combinava casualmente le parole. Unendo i cognomi di Pasolini, Montale, Ungaretti e Pascali, il risultato fu appunto Sosta Palmizi.
Il primo vero spettacolo dei Sosta Palmizi fu quindi Il Tufo, che si ispirava agli odori orientali evocati dai film di Akira Kurosawa.

### 1987-1990: Coreografie individuali
Negli anni successivi la compagnia abbandonò la metodologia del lavoro collettivo, proponendo sotto il nome Sosta Palmizi i lavori individuali dei singoli autori-danzatori.
Nel 1990 cessa l'attività come compagnia di danza e Raffaella Giordano con Giorgio Rossi fondano l'associazione Sosta Palmizi con sede prima a Torino e dal 1995 a Cortona.

## Spettacoli
- 1985 - Il Cortile
- 1986 - Il Tufo
- 1987 - Dai Colli (coreografia di Giorgio Rossi, scenografie di Andrea Pazienza)
- 1987 - Ssstt. (coreografia di Raffaella Giordano)
- 1988 - Danza della rabbia (coreografia di Roberto Castello)
- 1989 - Perduti una notte

## Partecipazioni
- videoclip Mezzogiorno di Jovanotti
- spettacolo Cielo con Paola Turci
- spettacolo Edipo e la Pizia con Lucia Poli [4]
- Film Io ballo da sola (1996) di Bernardo Bertolucci